# St. Andreas (Pfaffenhofen an der Ilm)

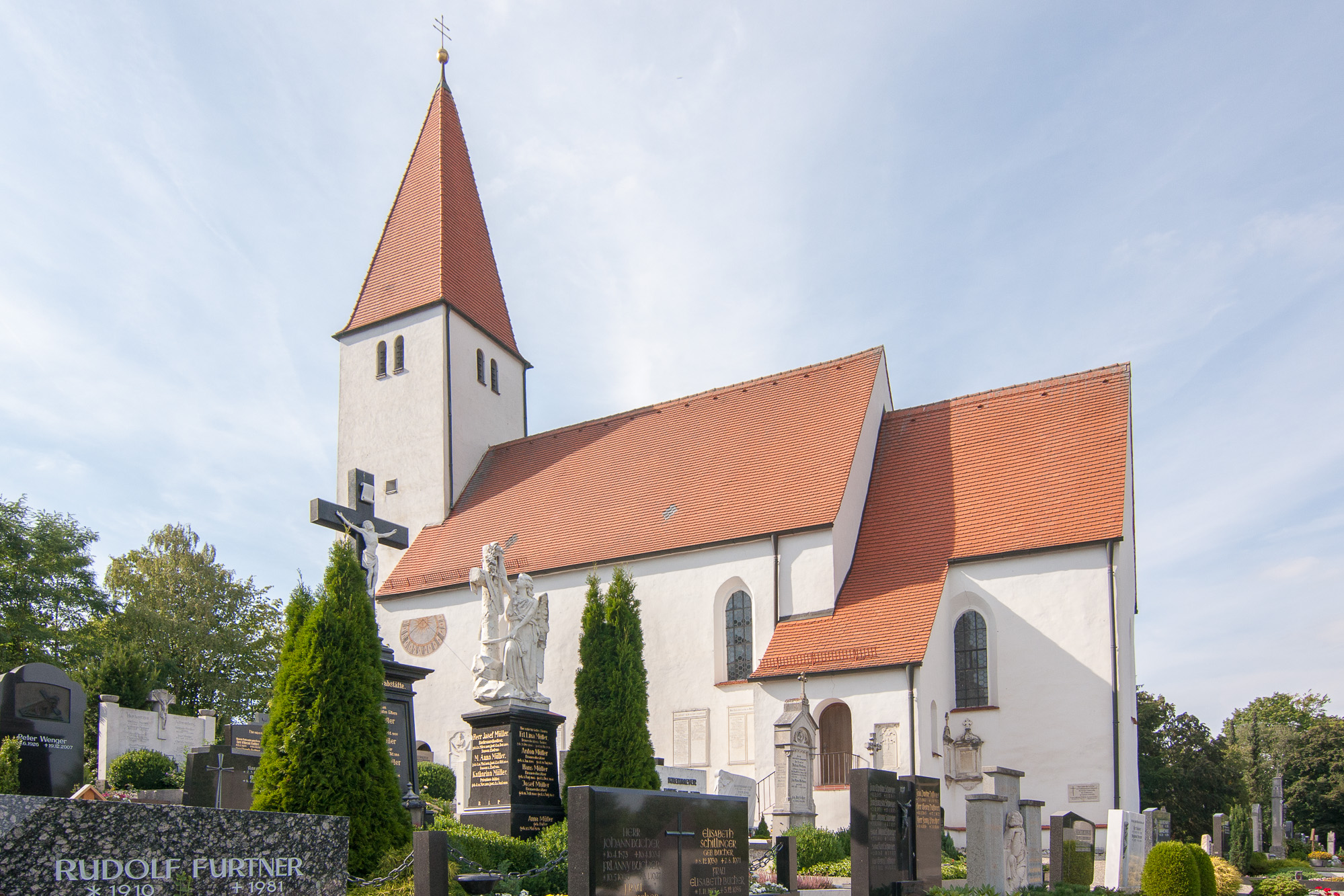
St. Andreas, heute nur noch Friedhofskirche

St. Andreas ist eine römisch-katholische Kirche im Friedhof von Pfaffenhofen an der Ilm, Ortsteil Altenstadt. Bis 1521 war sie die Pfarrkirche der Stadt, dann wurde die am Hauptplatz im Spätmittelalter erbaute große Basilika St. Johann Baptist zur Pfarrkirche erhoben.

## Geschichte
Die Mehrzahl der Heimatforscher geht davon aus, dass die ursprüngliche Besiedelung Pfaffenhofens im jetzigen Norden der Stadt, im so genannten Ortsteil Altenstadt, erfolgte. Mit Ausnahme der Altenstadt-Kirche sind keine Spuren älterer Gebäude mehr zu finden.
Altenstadt ist wohl die älteste Siedlung der heutigen Stadt Pfaffenhofen. Im herzoglichen Urbar wird sie um 1230 „Phaphinhoven“ genannt, die durch eine pfalzgräfliche Burg geschützt war. Erst Ende des 12. Jahrhunderts gründete wohl Herzog Ludwig der Kelheimer weiter südlich den Markt mit einer typisch breiten Marktstraße, die heute Hauptplatz genannt wird.
Die bestehende Kirche St. Andreas wurde im 15. Jahrhundert im spätgotischen Stil erbaut und im 17. Jahrhundert barockisiert.

## Architektur

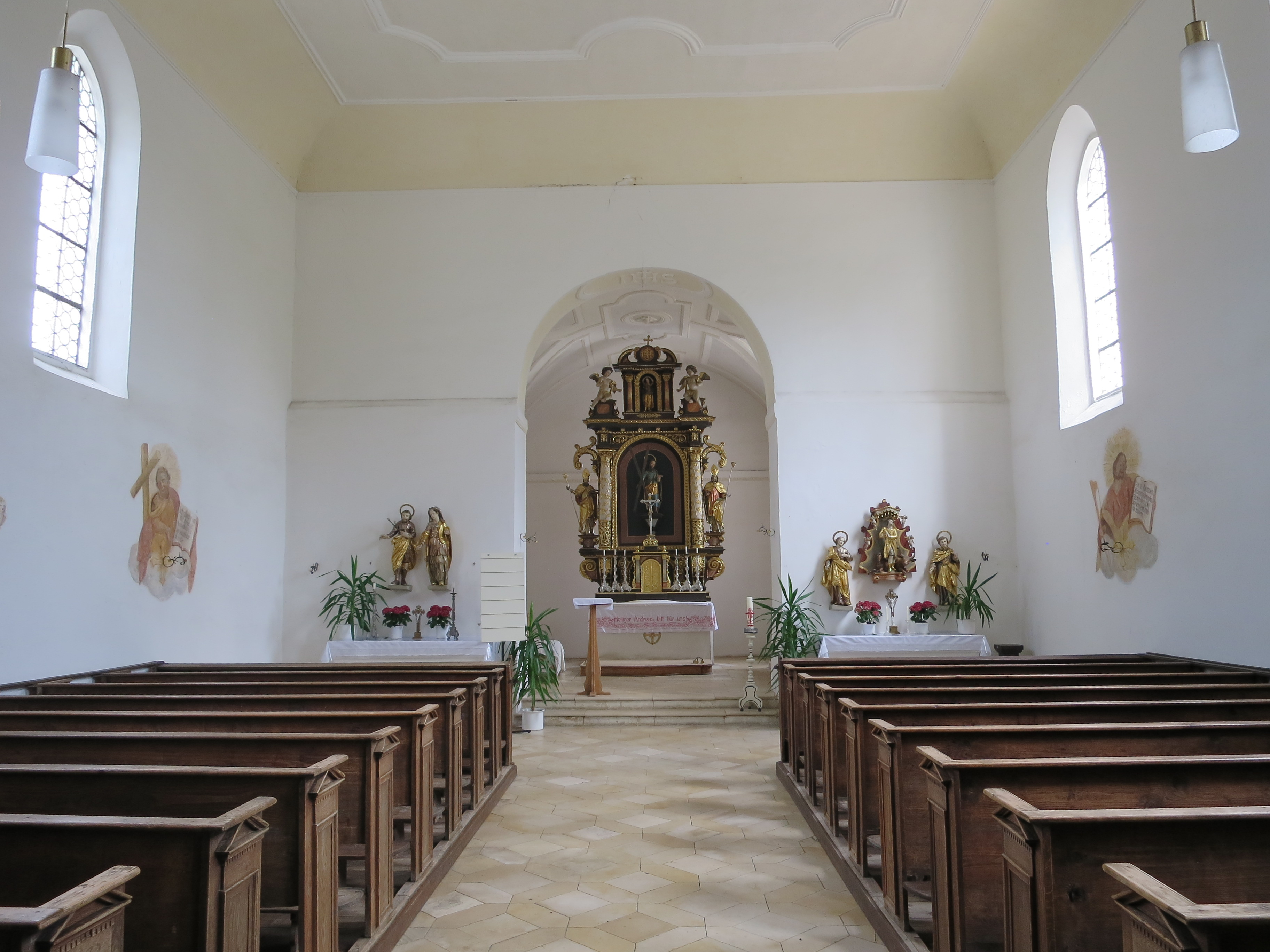
Innenraum der Friedhofskirche St. Andreas

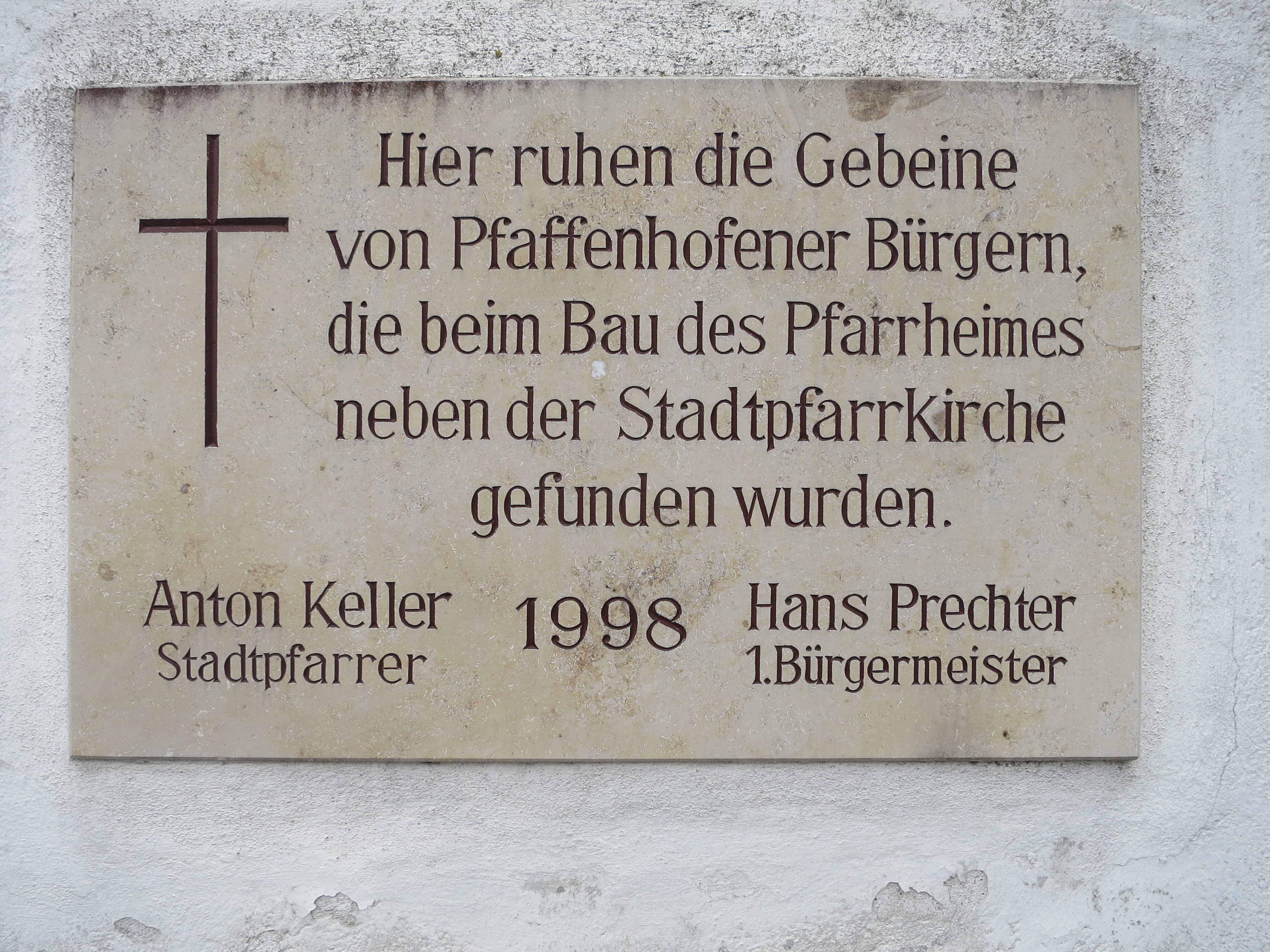
Tafel an der Außenseite

Sie ist eine große Saalkirche, erbaut aus Backsteinen, besitzt einen eingezogenen rechteckigen Chor und Spitzbogenfenster. Der Westturm hat einen vierseitigen Pyramidenhelm. Im Chor gibt es ein Tonnengewölbe mit Stuckrahmen, im Langhaus ist die Flachdecke mit einfachem Rahmenstuck des 18. Jahrhunderts versehen. Die Empore ist aus der Renaissance und weist Rundbogenarkaden auf. Einige Wandmalereien (1967 z. T. freigelegt) sind vorhanden. Der Altar stammt aus der 2. Hälfte des 17. Jahrhunderts.